# Patriarcat de Tărnovo

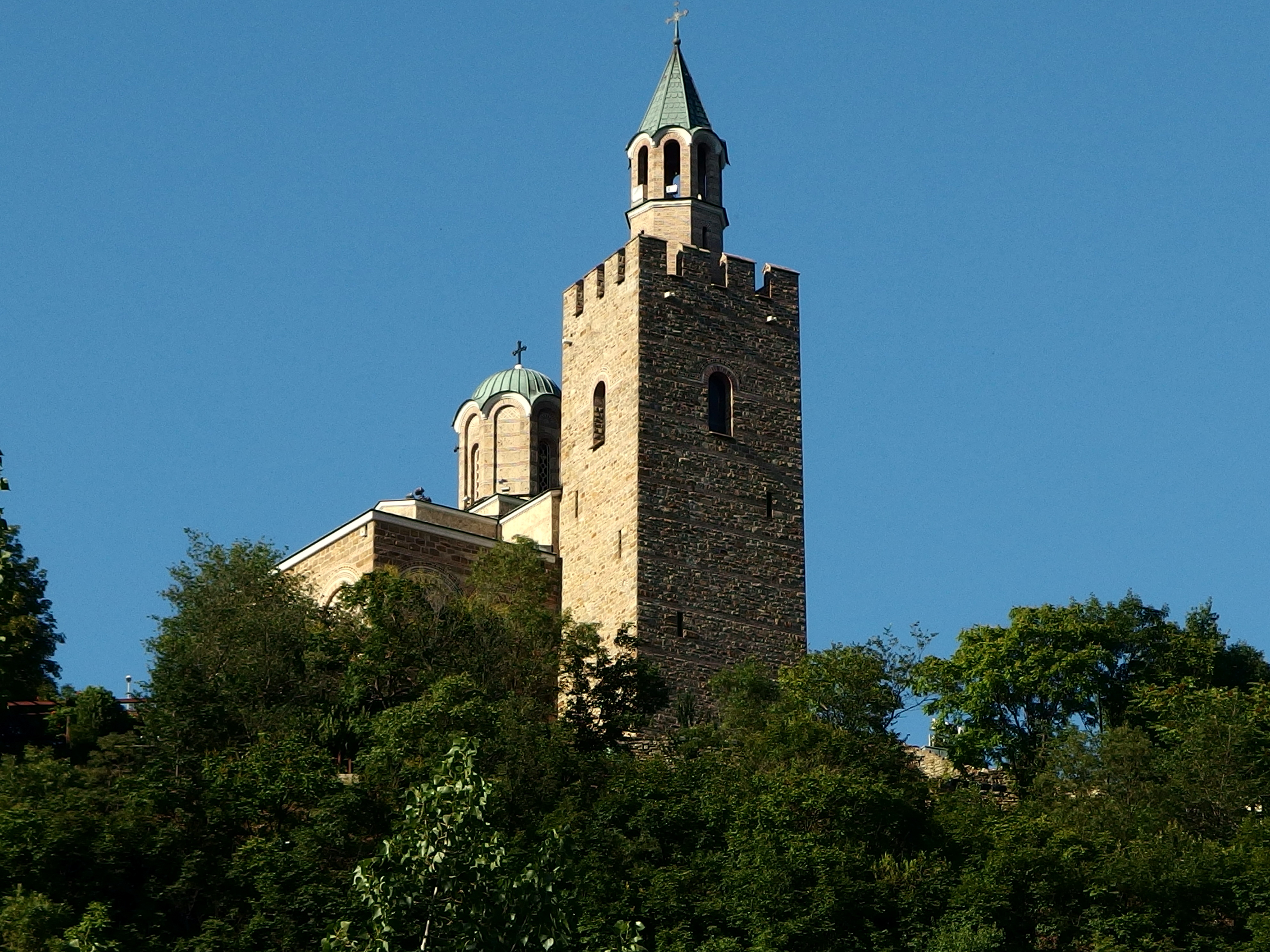
Vue de la cathédrale patriarcale de la Sainte Ascension de Dieu, siège du patriarcat de Tărnovo.

Le patriarcat de Tărnovo (bulgare : Търновска патриаршия) est le nom de l'Église orthodoxe bulgare indépendante pendant la période de 1235 à 1393.

## Historique
Après le rétablissement de l'Empire bulgare par les frères bulgares Ivan Asen Ier et Pierre IV en 1185, ces derniers prennent des mesures afin de rétablir l'Église autocéphale bulgare. La reconnaissance d'une Église indépendante par le patriarche de Constantinople étant impossible, les Bulgares concluent une union temporaire avec l'Église catholique jusqu'en 1235, date à laquelle, après le Concile de l'Église de Lampsaque, l'Église orthodoxe bulgare est reconnue comme un patriarcat indépendant ayant son siège dans la capitale, Tărnovo,. Le premier patriarche de Tărnovo est Joachim Ier de Bulgarie. Le dernier patriarche résidant de Tărnovo est Euthyme, contraint à l'exil par les Ottomans après leur conquête de la capitale bulgare en 1393.
Après la conquête ottomane (fin du XIVe siècle) les Turcs instaurent le système des « millets » (communautés religieuses) : le « millet » orthodoxe n'est dirigé que par le patriarcat de Constantinople, tandis que les patriarcats bulgare et serbe sont abolis, respectivement en 1393 et en 1459. Seul l'archevêché d'Ohrid est maintenu et conserve des droits, qui lui permettent de devenir le second plus grand centre orthodoxe des Balkans (après Constantinople), avant la restauration du patriarcat de Peć en 1557.

## Liste des patriarches de Tărnovo
| Patriarches de Tărnovo (1235-1393) |                   |                       |         |
| Patriarche                         | Saint Joachim Ier | 1235 - 1246           | Tărnovo |
| Patriarche                         | Bessarion         | vers 1246             | Tărnovo |
| Patriarche                         | Basile II         | 1246 - vers 1254      | Tărnovo |
| Patriarche                         | Basile III        | vers 1254 - 1263      | Tărnovo |
| Patriarche                         | Joachim II        | 1263 - 1272           | Tărnovo |
| Patriarche                         | Ignace            | 1272 - 1277           | Tărnovo |
| Patriarche                         | Saint Macaire     | 1277-1284             | Tărnovo |
| Patriarche                         | Joachim III       | 1284 - 1300           | Tărnovo |
| Patriarche                         | Dorothée          | 1300 - vers 1315      | Tărnovo |
| Patriarche                         | Romain            | vers 1315 - vers 1325 | Tărnovo |
| Patriarche                         | Théodose Ier      | vers 1325 - 1337      | Tărnovo |
| Patriarche                         | Joannice Ier      | 1337 - vers 1340      | Tărnovo |
| Patriarche                         | Siméon            | vers 1341 - 1348      | Tărnovo |
| Patriarche                         | Théodose II       | 1348 - 1363           | Tărnovo |
| Patriarche                         | Joannice II       | 1363 - 1375           | Tărnovo |
| Patriarche                         | Saint Euthyme     | 1375 - 1393           | Tărnovo |